# Koloman Sović
Koloman Sović (* 22. Juli 1899 in Mali Bukovec; † 23. Januar 1971 in Buenos Aires) war ein jugoslawischer Radrennfahrer.

## Sportliche Laufbahn
Sović war Straßenradsportler und stammte aus dem kroatischen Teil des Landes. 1924 startete er für Jugoslawien bei den Olympischen Sommerspielen in Paris und wurde im olympischen Straßenrennen als 41. klassiert. In der Mannschaftswertung kam Jugoslawien mit Ivan Kosmatin, Milan Truban, Đuro Đukanović und Koloman Sović auf den 10. Rang.
1926 kam er im Rennen der UCI-Straßen-Weltmeisterschaften auf den 29. Platz.
1921 wurde Sović Zweiter bei der nationalen Meisterschaft im Straßenrennen hinter Josip Pavlija.